# Ђузепе Торнаторе
Ђузепе Торнаторе (итал. Giuseppe Tornatore; Багерија, 27. мај 1956) италијански је филмски режисер и сценариста.
Он се сматра једним од редитеља који је вратио признање критике италијанској кинематографији. У каријери дугој преко 30 година најпознатији је по режији и писању драмских филмова као што су Everybody's Fine, The Legend of 1900, Malèna, Baarìa и The Best Offer. Његов најпознатији филм је Cinema Paradiso, за који је Торнаторе освојио Оскара за најбољи филм на страном језику. Такође је режирао неколико рекламних кампања за Dolce & Gabbana.
Торнаторе је такође познат по дугогодишњој сарадњи са композитором Енијем Мориконеом, који је компоновао музику за тринаест играних филмова о Торнатореу од 1988. године.

## Живот и каријера
Рођен у Багерији, у близини Палерма, Торнаторе је већ са 16 година развио интересовање за глуму и позориште и постављао дела Луиђија Пирандела и Едуарда Де Филипа.
У почетку је радио као слободни фотограф. Затим је, прешавши на филм, дебитовао са Le minoranze etniche in Sicilia (Етничке мањине на Сицилији), заједничким документарним филмом који је освојио награду фестивала у Салерну. Затим је радио за RAI пре него што је објавио свој први целовечерњи филм, Il Camorrista, 1985. Ово је изазвало позитиван одговор како код публике, тако и код критичара, а Торнаторе је награђен Сребрном врпцом за најбољег новог редитеља.
Године 1988, сарадња са продуцентом Франком Кристалдијем изродила је Торнатореово најпознатије филмско дело: Биоскоп Парадизо, филм који приповеда о животу успешног филмског редитеља који се вратио у свој родни град на Сицилији на сахрану свог ментора. Овај филм је постигао светски успех и освојио Оскара за најбољи филм на страном језику. Након тога, Торнаторе је објавио неколико других филмова. Године 2007. освојио је Сребрног Ђорђа за најбољу режију на 29. Московском међународном филмском фестивалу за Непознату жену.

## Лични живот
Торнаторе себе описује као „особу која не верује и која се каје због тога“. Његов брат Франческо Торнаторе је продуцент.

## Филмографија

### Режисер
- (1986)[6][7]
- Биоскоп Парадизо (Cinema Paradiso, 1988)[3][8][9][10]
- (1990)[11][12][13][14]
- Специјална недеља (La domenica specialmente, 1993) - сегмент
- (1994)[15]
- (1995)[16][17][18][19][20]
- (1995) - документарни филм
- (1996) - документарни филм
- (1998)
- Малена (Malèna, 2000)[21]
- United States[21][22][23]
- (2006)[24][25][4]
- Барија: капија ветрова (Baarìa - La porta del vento, 2008)[26][27][28]
- La migliore offerta, 2013[29][30][31]
- La corrispondenza, 2016[32][33]
- Ennio - The Maestro, 2021[34][35][36][37]

### Сценариста
- Сто дана у Палерму (Cento giorni a Palermo, 1984, режирао Ђузепе Ферара) - потписан као Пепучо Торнаторе (итал. Peppuccio Tornatore)[38]